# Valérie Pécresse
Valérie Anne Émilie Roux (Neuilly-sur-Seine, 14 de julio de 1967) conocida como Valérie Pécresse, es una política francesa. Actualmente se desempeña como presidenta del consejo regional de Isla de Francia. El 4 de diciembre de 2021 fue elegida candidata a las elecciones presidenciales de Francia de 2022 por  Los Republicanos, con el 61 % de los votos frente al 39 % logrado por Eric Ciotti en la segunda vuelta de las primarias del partido.

## Biografía
Auditora en el Consejo de Estado desde 1992, fue consejera de Jacques Chirac y enseñó en la Facultad del Instituto de Estudios Políticos de París durante seis años. Con ocasión de las elecciones legislativas de 2002, fue elegida diputada de Yvelines y reelegida en 2007 y 2012. Ministra de la Enseñanza Superior y de la Investigación de 2007 a 2011, llevó a cabo la reforma de la autonomía de las universidades y fue cabeza de lista del UMP en las elecciones regionales de 2010 en la región Isla de Francia. De 2011 a 2012, fue ministra del Presupuesto, de las Cuentas Públicas y de la Reforma del Estado y portavoz del Gobierno. En diciembre de 2014, fue nombrada coordinadora para las elecciones regionales de 2015 y fue cabeza de lista del partido Los Republicanos para la región de la Isla de Francia, las cuales ganó en la segunda vuelta frente al candidato socialista Claude Bartolone.
Fue miembro de la Unión por un Movimiento Popular (UMP) desde 2002 hasta 2015 y de Los Republicanos (LR) hasta el 5 de junio de 2019, fecha en la que anunció que dejaba el partido tras el fracaso en las elecciones europeas (8,5 % de votos) y la dimisión de Laurent Wauquiez. Pécresse manifiesta entonces su voluntad de «refundar la derecha, amenazada de extinción» pero desde «el exterior», liderando su propio movimiento Seamos Libres!.

### Candidata a las elecciones presidenciales de 2022
El 22 de julio de 2021, Valérie Pécresse anunció su candidatura a las primarias de la derecha con vistas a las elecciones presidenciales de 2022, declarando que quería "restaurar el orgullo francés" y "poner a Francia de nuevo en orden". Candidata al congreso de Los Republicanos con el objetivo de nominar al candidato o candidata presidencial del partido, en octubre de 2021 retomó su carnet del partido. El 2 de diciembre quedó en segundo lugar en la primera vuelta de las primarias del congreso, con el 25% de los votos, a menos de un punto de Eric Ciotti (25,59 %). Tras el anuncio de los resultados de la primera vuelta ante la segunda ronda, recibió el apoyo de Xavier Bertrand, Michel Barnier y Philippe Juvin.  En la segunda vuelta celebrada el 4 de diciembre de 2021 fue elegida candidata a las elecciones presidenciales de Francia de 2022 por el partido Los Republicanos, con el 61 % frente al 39 % logrado por Eric Ciotti.

## Posiciones políticas
Declarándose a favor del liberalismo económico, afirmó en agosto de 2021 que es "dos tercios Merkel, un tercio Thatcher ".
De cara a las elecciones presidenciales de 2022, prometió recortar el gasto público y los impuestos a través de cuatro grandes reformas: la eliminación de 150 000 puestos de trabajo en la administración pública, el paso a la jubilación a los 65 años, la reducción de las prestaciones por desempleo y la desvinculación del Estado de las empresas competitivas en las que es accionista minoritario.
Opuesta al proyecto de ley sobre el matrimonio entre personas del mismo sexo en Francia, participó en las diversas manifestaciones de oposición al matrimonio entre personas del mismo sexo y a la homoparentalidad entre 2012 y 2013, especialmente encabezadas por La Manif pour tous. 
En 2021, abogó por un enfoque más restrictivo de la cuestión de la inmigración, considerándola un "gran desafío para la sociedad". En particular, sugiere la introducción de topes máximos anuales de inmigración y condiciones más estrictas para la expedición de un permiso de residencia, como disponer de "recursos suficientes" (cuya cuantía se incrementaría en un 25 %), "dominio de la lengua francesa" y "respeto del laicismo y los valores de la República". Por último, desea excluir de los regímenes de asistencia social a las personas que lleven menos de cinco años viviendo en Francia. 